# Немоловський Пилип Іринейович
Пили́п Ірине́йович Немоло́вський (1857 — ?) — лікар, публіцист, видавець. Публікувався під псевдонімом Ф. Немо.

## Життєпис
Закінчив медичний факультет Київського університету, студентом входив до драгоманівського гуртка «Політиків».
Товаришував з родиною Косачів, навідував їх у Колодяжному.
У 1903 р. брав участь у відкритті пам'ятника І. Котляревському в Полтаві й виголосив промову, попри заборону, українською мовою.
Редактор-видавець 12—22 чисел журналу «Наша кооперація», співпрацював із «Рідним краєм».
У 1906 видав два числа журналу «Хата» — місячник для селян з відділами: політичним, господарським та лікарським. У зверненні «До читачів» засновник писав, що видавати 
| … таку часопись, щоб годилася і панам і селянам річ дуже трудна… Селянам треба часописі невеликої і недорогої. Ми думаємо, що у селянській газеті не потрібні ні казки, ні оповідання… У газеті для селян кожна стрічка повинна мати якесь практичне значіння у щоденному житті. |
Перша книжка містила відділи: «Про землю», «Розмови про старовину», «Порадник лікарський», «Як і чим треба гноїти поля», «З нашого життя». «Оповістки».
Публікація Немоловським статті «Чим нам корисні жиди?» у журналі «Рідний край» розпочала дискусію в українському русі щодо українсько-єврейських стосунків. Частина українофілів сприйняла статтю, як і позицію самого журналу, як антисемітську.
 Автора критикували Григорій Коваленко, Дмитро Донцов, Максим Гехтер, його позицію захищала редактор Олена Пчілка

## Публікації
- Ф. Немо (1908). Чим нам корисні жиди?. Ятрань. Процитовано 30 жовтня 2016.

## Джерело
- Володимир Садівничий. Перші україномовні спеціалізовані медичні журнали наддніпрянської України: проблемно-тематичні аспекти // Вісник Львівського університету. Серія Журналістика. Випуск 39. Львівський національний університет імені Івана Франка. — 2014. — С. 293 — http://journ.lnu.edu.ua